# National Bank Challenger Saguenay 2011
Il National Bank Challenger Saguenay 2011 è stato un torneo professionistico di tennis femminile giocato sul cemento. È stata l'11ª edizione del torneo, che fa parte dell'ITF Women's Circuit nell'ambito dell'ITF Women's Circuit 2011. Si è giocato a Saguenay in Canada dal 24 al 30 ottobre 2011.

## Partecipanti

### Teste di serie
| Nazionalità | Giocatrice          | Ranking* | Testa di serie |
| ----------- | ------------------- | -------- | -------------- |
| Croazia     | Mirjana Lučić       | 120      | 1              |
| Canada      | Sharon Fichman      | 160      | 2              |
| Ungheria    | Tímea Babos         | 182      | 3              |
| Francia     | Alizé Lim           | 223      | 4              |
| Stati Uniti | Julia Boserup       | 246      | 5              |
| Stati Uniti | Alexandra Stevenson | 258      | 6              |
| Ucraina     | Iryna Burjačok      | 271      | 7              |
| Stati Uniti | Amanda Fink         | 289      | 8              |

- Ranking al 17 ottobre 2011.

### Altre partecipanti
Giocatrici che hanno ricevuto una wild card:
- Elisabeth Abanda
- Charlotte Petrick
- Erin Routliffe
- Kimberley-Ann Surin

Giocatrici che sono passate dalle qualificazioni:
- Emily J. Harman
- Viktoryia Kisialeva
- Diana Ospina
- Sun Shengnan
- Līga Dekmeijere (lucky loser)

## Campionesse

### Singolare
Tímea Babos ha battuto in finale  Julia Boserup con il punteggio di 7–6(7), 6–3

### Doppio
Tímea Babos /  Jessica Pegula hanno battuto in finale  Gabriela Dabrowski /  Marie-Ève Pelletier con il punteggio di 6–4, 6–3